# Pteris intricata
Pteris intricata är en kantbräkenväxtart som beskrevs av Wright. Pteris intricata ingår i släktet Pteris och familjen Pteridaceae. Inga underarter finns listade.